# Amina Annabi
Amina Annabi (tiếng Ả Rập: أمينة العنابي, Amina Al-Annabi) (sinh ngày 5 tháng 3 năm 1962, Carthage, Tunisia) là một ca sĩ kiêm nhạc sĩ người Pháp gốc Tunisia, nổi tiếng nhất khi về nhì tại Eurovision Song Contest 1991, được tổ chức tại Rome. Amina đứng thứ hai sau khi đếm ngược, ghi được 146 điểm cùng với Carola từ Thụy Điển.

## Cuộc sống ban đầu
Amina sinh ra trong một gia đình nhạc sĩ. Cha cô là người Pháp và mẹ cô là người Tunisia. Bà nội là một nhạc sĩ và một người chú của cô đã được tham gia trong việc thiết lập Liên hoan Tabarka ở Tunisia, vì vậy Amina đã có cơ hội để xem một số ngôi sao ca nhạc, đi cùng với buổi hòa nhạc của Joan Baez, James Brown và diva Algeria nổi tiếng Warda. Đó là tại lễ hội âm nhạc Tabarka, Amina sẽ được gặp ngôi sao trẻ người Senen Wasis Diop. Họ trở thành bạn bè và họ có cơ hội làm việc cùng nhau vài năm sau đó. Năm 1975, Amina và mẹ cô, một nhạc sĩ và nhà soạn nhạc tài năng, cùng nhau chuyển đến Paris.
Ba năm sau Amina thành lập nhóm của riêng mình, sau khi thể hiện tài năng ca hát và nhảy nhiều phong cách âm nhạc, từ tâm hồn đến các bài hát aigypt truyền thống. Nhóm đã xuất hiện ở nhiều trường học địa phương nhưng đó là vào năm 1982 khi Amina bắt đầu xây dựng sự nghiệp solo của mình. Vào thời điểm đó, cô đã tham gia với Radio Nova, đài phát thanh hàng đầu của Paris trong âm nhạc thế giới. Một trong những nhà sản xuất của nhà ga là Martin Meissonnier. Anh bắt đầu làm việc với Amina và chẳng mấy chốc họ đã trở thành một cặp vợ chồng con gái của họ chào đời năm 1986. Năm 1983, cô đã giành chiến thắng trong một cuộc thi âm nhạc với một bài hát rap, "Shehérazade", chịu ảnh hưởng của nhịp điệu Ả Rập. Nó được phát hành dưới dạng đĩa đơn. Amina bắt đầu biểu diễn ở Paris vào khoảng thời gian này.

## Sự nghiệp
Sau khi thu âm một album với nhạc sĩ Nhật Bản Yasuaki Shimizu, cô đã trở nên cực kỳ nổi tiếng ở Nhật Bản, nơi cô thậm chí còn lưu diễn vào năm 1987. Cô ấy đã ủng hộ giọng hát trong một album của Haruomi Hosono và cô ấy đã phát triển sự nghiệp điện ảnh. Năm 1989, cô đóng một vai phụ trong bộ phim Maman và năm 1990, cô làm việc với Bernardo Bertolucci cho bộ phim The Sheltering Sky.
Cùng năm cô thu âm album đầu tay của mình, Yalil (Đêm). Album nhận được đánh giá xuất sắc và nó được phát hành tại 22 quốc gia trên thế giới. Nó cũng được phát hành ở Mỹ, nơi nó đạt vị trí thứ 5 tại các bảng xếp hạng âm nhạc thế giới của Billboard.

### Eurovision
Năm 1991, Amina giành giải 'Le Prix Piaf' với tư cách là Nữ ca sĩ xuất sắc nhất năm, sau đó cô tiếp tục tham gia vào dự án hòa bình của Peter Gabriel trong Chiến tranh vùng Vịnh. Tham gia cùng một loạt các ngôi sao quốc tế trong trường quay, Amina tham gia ghi hình một EP có phiên bản mới của "Cho hòa bình một cơ hội" của Lennon. Cùng năm cô tham gia cuộc thi Eurovision Song được tổ chức tại Rome với một bài hát của riêng mình, mang tên Le Dernier qui a parlé.... Cô gắn liền với người tham gia Thụy Điển ở vị trí đầu tiên nhưng do quy định của EBU, mục nhập của Pháp xếp thứ 2 và giải thưởng đã thuộc về Thụy Điển.
Cô đọc phiếu bầu của ban giám khảo Pháp trong trận chung kết Melodifestivalen 2010.

### Âm nhạc và điện ảnh
Ngay sau Cuộc thi Eurovision, Amina đã thu âm album thứ hai của mình, Wa di yé (Tình yêu là duy nhất) và cô đã đi vòng quanh Pháp để quảng bá nó. Năm 1993, Amina đóng vai nữ chính đối diện với ngôi sao Tây Ban Nha Miguel Bosé trong La Nuit sacrée. Cuối năm đó, cô tham gia với một bộ phim tiếng Anh mang tên The Hour of the Pig. Đạo diễn người Nga Andrei Konchalovsky đã chọn Amina để đóng trong bộ phim Ulysse của mình, được phát trên mạng Mỹ. 
Năm 1994, Malcolm McLaren đã mời Amina làm khách trong album của mình, Paris, cùng với Catherine Deneuve và Françoir Hardy. Sau đó, Amina đã có một chuyến đi dài đến quê hương và cô đã trở lại vào năm 1999 với các album và buổi hòa nhạc mới trên toàn cầu.

## Danh sách đĩa hát

### Album
- 1990, Yalil
- 1992, Wa di Ye
- 1999, Annabi
- 2001, Nomad
- 2015, Unveil

### Bài hát
- 3ada El Ghazal
- Alguien canto
- Annabi
- Allah Ya Moulena
- Atame
- Múa bụng
- C'est le dernier qui a parlé
- Diki diki
- Dis moi pourquoi
- Ederlezi
- Ezzayakoum
- Thói quen
- La mauvaise graine
- Lirrili
- Mektoubi
- Người đàn ông của tôi
- Chờ đợi
- Ya baba
- Zahra

### Nhạc phim
- Princesse Shéhérazade

## Đóng phim
- Maman (1990)
- Bầu trời che chở (1990)
- La Belle Histoire (1992)
- La Nuit sacrée (1993)
- Giờ của lợn (1993)
- Dead Man Walking (1995)
- Cleopatra (1999)
- La Mécanique des femmes (2000)
- Triết học (2001)
- Inch'Allah Dimanche (2001)
- Những giấc mơ của sự xâm phạm (2002)
- Les Marins perdus (2003)
- Ngày xửa ngày xưa (2005)
- Comme tout le monde (2006)
- Giờ Cairo (2009)